# The Juror
The Juror (bra: A Jurada) é um filme de drama e suspense policial estadunidense de 1996, baseado no livro homônimo de 1995 de George Dawes Green. Foi dirigido por Brian Gibson e estrelado por Demi Moore como uma mãe solteira escolhida para o cargo de júri para um julgamento da máfia e Alec Baldwin como um mafioso enviado para intimidá-la. O filme recebeu críticas altamente negativas. Ele detém uma classificação de 19% em Rotten Tomatoes de 21 comentários. Foi um fracasso de bilheteria, arrecadando apenas US$ 22.7 milhões contra seu orçamento de US$ 44 milhões. Moore ganhou um prêmio duplo no Framboesa de Ouro de pior atriz, tanto por sua atuação neste filme quanto em Striptease.
Demi Moore e Alec Baldwin voltariam a atuarem juntos no filme de 2016 Blind (br: Um Novo Olhar).

## Sinopse
Annie Laird (Demi Moore) é uma escultora que vive em Nova York com seu filho Oliver (Joseph Gordon-Levitt); ela trabalha um dia como funcionária de entrada de dados. Annie é selecionada para ser jurada no julgamento do chefe da máfia Louie Boffano (Tony Lo Bianco), acusado de ordenar o assassinato de Salvatore Riggio.
Mark Cordell (Alec Baldwin) compra algumas das obras de arte de Annie e, em seguida, vinhos e janta antes que ela descobre que ele é mais conhecido como "O Professor", o executor de Boffano e o autor do assassinato de Riggio. Mark diz a Annie para convencer o júri a absolver Boffano, ou ela e Oliver vão morrer.
Uma assustada Annie convence o júri a absolver Boffano. Após o julgamento, Boffano questiona se Annie deveria "desaparecer", vendo-a como um fim solto. Mark convence Boffano de outra forma. Mark vai atrás da amiga de Annie, Juliet (Anne Heche). Depois de fazer sexo com ela, Mark revela ser o perseguidor de Annie. Ele puxa uma arma e força Juliet a tomar uma overdose fatal. Mark se vangloria do assassinato de Juliet para Eddie (James Gandolfini), que também trabalha para Boffano, mas ao contrário de Mark, é simpático a Annie como ele próprio é pai.
Para garantir a segurança do filho, Annie esconde Oliver na aldeia de T'ui Cuch, na Guatemala. O promotor, que descobriu que Annie estava ameaçada, quer que Annie seja a testemunha do estado para que eles possam ir atrás de Mark, que agora planeja assumir o império de Boffano.
Annie convence o promotor a deixá-la usar um fio em uma reunião agendada com Mark. Annie retira o fio e dá para Eddie, insinuando que ela e Mark agora são um casal. Annie, em seguida, consegue fazer Mark se incriminar em um discurso arrogante sobre suas ambições, que ela grava em um gravador escondido. Ela usa a fita para avisar Boffano, que agendou uma reunião com Mark.
O plano de Boffano sai pela culatra quando Mark mata tanto Boffano quanto seu filho Joseph (Michael Rispoli), junto com seus capangas. Ele também corta a garganta de Eddie. Mark, furioso com a traição de Annie, liga para ela, revelando sua intenção de viajar para a Guatemala para matar Oliver.
Annie viaja para a Guatemala, onde há um confronto com Mark. Ele persegue Oliver em uma estrutura, onde os moradores matam Mark. Annie, também armada com uma pistola, dispara mais seis tiros, certificando-se de que Mark está morto depois que ele tenta atirar em Annie com uma arma tirada de seu coldre de tornozelo. Oliver está ileso.

## Elenco
- Demi Moore como Annie Laird
- Alec Baldwin como Mark Cordell / O Professor
- James Gandolfini como Eddie
- Joseph Gordon-Levitt como Oliver Laird
- Lindsay Crouse como Tallow
- Anne Heche como Juliet
- Tony Lo Bianco como Louie Boffano
- Michael Rispoli como Joseph Boffano
- Matthew Cowles como Rodney
- Matt Craven como Boone
- Frank Adonis como DeCicco
- Michael Constantine como juiz Weitzel

## Premiações
Demi Moore venceu o Framboesa de Ouro de Pior Atriz por este filme, juntamente com Striptease.